# 1. Fußballclub Union Berlin 2018-2019
Questa voce raccoglie le informazioni riguardanti l'1. Fußballclub Union Berlin nelle competizioni ufficiali della stagione 2018-2019.

## Stagione
Nella stagione 2018-2019 l'Union Berlino, allenato da Urs Fischer, concluse il campionato di 2. Bundesliga al 3º posto, vinse lo spareggio con lo Stoccarda e fu promosso in Bundesliga. In coppa di Germania l'Union Berlino fu eliminato al secondo turno dall'Borussia Dortmund.

## Maglie e sponsor
Lo sponsor tecnico per la stagione 2018-2019 è Macron mentre lo sponsor ufficiale è Layenberger.
| Prima divisa | Seconda divisa | Terza divisa |

## Rosa
| N. |                       | Ruolo | Calciatore             |
| -- | --------------------- | ----- | ---------------------- |
| 1  | Polonia (bandiera)    | P     | Rafał Gikiewicz        |
| 3  | Austria (bandiera)    | D     | Christoph Schößwendter |
| 5  | Germania (bandiera)   | D     | Marvin Friedrich       |
| 6  | Norvegia (bandiera)   | C     | Julian Ryerson         |
| 7  | Germania (bandiera)   | C     | Marcel Hartel          |
| 8  | Germania (bandiera)   | C     | Joshua Mees            |
| 9  | Germania (bandiera)   | A     | Sebastian Polter       |
| 10 | Svezia (bandiera)     | A     | Sebastian Andersson    |
| 11 | Germania (bandiera)   | C     | Akaki Gogia            |
| 12 | Danimarca (bandiera)  | P     | Jakob Busk             |
| 14 | Germania (bandiera)   | D     | Ken Reichel            |
| 15 | Spagna (bandiera)     | D     | Marc Torrejón          |
| 17 | Svezia (bandiera)     | A     | Simon Hedlund          |
| 17 | Portogallo (bandiera) | A     | Carlos Mané            |
| 18 | Germania (bandiera)   | A     | Kenny Prince Redondo   |

| N. |                        | Ruolo | Calciatore          |
| -- | ---------------------- | ----- | ------------------- |
| 18 | Germania (bandiera)    | D     | Nicolai Rapp        |
| 19 | Germania (bandiera)    | D     | Florian Hübner      |
| 20 | Nigeria (bandiera)     | A     | Suleiman Abdullahi  |
| 21 | Germania (bandiera)    | C     | Grischa Prömel      |
| 23 | Germania (bandiera)    | C     | Felix Kroos         |
| 24 | Germania (bandiera)    | C     | Manuel Schmiedebach |
| 25 | Germania (bandiera)    | D     | Christopher Lenz    |
| 27 | Kosovo (bandiera)      | C     | Eroll Zejnullahu    |
| 28 | Austria (bandiera)     | D     | Christopher Trimmel |
| 29 | Germania (bandiera)    | D     | Michael Parensen    |
| 30 | Germania (bandiera)    | P     | Lennart Moser       |
| 31 | Germania (bandiera)    | C     | Berkan Taz          |
| 32 | Austria (bandiera)     | C     | Robert Žulj         |
| 33 | Stati Uniti (bandiera) | D     | Lennard Maloney     |
| 34 | Germania (bandiera)    | D     | Fabian Schönheim    |

## Organigramma societario
Area tecnica
- Allenatore: Urs Fischer
- Allenatore in seconda: Sebastian Bönig, Markus Hoffmann
- Preparatore dei portieri: Michael Gspurning
- Preparatori atletici: Martin Krüger, Christopher Busse

## Calciomercato

### Sessione estiva
| Acquisti | Acquisti            | Acquisti               | Acquisti      |
| R.       | Nome                | da                     | Modalità      |
| -------- | ------------------- | ---------------------- | ------------- |
| P        | Rafał Gikiewicz     | Friburgo               | definitivo    |
| D        | Florian Hübner      | Hannover 96            | definitivo    |
| D        | Christopher Lenz    | Holstein Kiel          | fine prestito |
| D        | Ken Reichel         | Eintracht Braunschweig | definitivo    |
| C        | Joshua Mees         | Hoffenheim             | definitivo    |
| C        | Julian Ryerson      | Viking                 | definitivo    |
| C        | Manuel Schmiedebach | Hannover 96            | prestito      |
| C        | Eroll Zejnullahu    | Sandhausen             | fine prestito |
| C        | Robert Žulj         | Hoffenheim             | prestito      |
| A        | Suleiman Abdullahi  | Eintracht Braunschweig | prestito      |
| A        | Sebastian Andersson | Kaiserslautern         | definitivo    |

| Cessioni | Cessioni          | Cessioni               | Cessioni   |
| R.       | Nome              | da                     | Modalità   |
| -------- | ----------------- | ---------------------- | ---------- |
| P        | Daniel Mesenhöler | Duisburg               | definitivo |
| D        | Lars Dietz        | Sportfreunde Lotte     | prestito   |
| D        | Cihan Kahraman    | Union Fürstenwalde     | prestito   |
| D        | Peter Kurzweg     | Kickers Würzburg       | prestito   |
| D        | Toni Leistner     |                        | svincolato |
| D        | Kristian Pedersen | Birmingham City        | definitivo |
| C        | Dennis Daube      |                        | svincolato |
| C        | Stephan Fürstner  | Eintracht Braunschweig | definitivo |
| A        | Steven Skrzybski  | Schalke 04             | definitivo |

### Sessione invernale
| Acquisti | Acquisti     | Acquisti         | Acquisti   |
| R.       | Nome         | da               | Modalità   |
| -------- | ------------ | ---------------- | ---------- |
| D        | Nicolai Rapp | Erzgebirge Aue   | definitivo |
| A        | Carlos Mané  | Sporting Lisbona | prestito   |

| Cessioni | Cessioni               | Cessioni       | Cessioni   |
| R.       | Nome                   | da             | Modalità   |
| -------- | ---------------------- | -------------- | ---------- |
| D        | Christoph Schößwendter |                | svincolato |
| A        | Simon Hedlund          | Brøndby        | definitivo |
| A        | Kenny Prince Redondo   | Greuther Fürth | definitivo |

## Risultati

### 2. Bundesliga

#### Girone d'andata
| Arbitro: | Cortus |

|           |           |  |
| Kroos 87’ | Marcatori |  |

| Arbitro: | Schlager |

|             |           |               |
| Clemens 41’ | Marcatori | 69’ Andersson |

| Arbitro: | Jablonski |

|                                           |           |             |
| Prömel 44’ Gogia 45+2’ Andersson 57’, 88’ | Marcatori | 71’ Veerman |

| Sandhausen 2 settembre 2018, ore 13:30 CEST 4ª giornata | Sandhausen | 0 – 0 referto | Union Berlino | Hardtwaldstadion (5 517 spett.)\| Arbitro: \| Gerach \| |
| Arbitro:                                                | Gerach     |               |               |                                                         |

| Arbitro: | Bacher |

|                        |           |                           |
| Gogia 14’ Hübner 90+1’ | Marcatori | 77’ Cauly 83’ Sukuta-Pasu |

| Arbitro: | Thomsen |

|                |           |            |
| Voglsammer 65’ | Marcatori | 44’ Prömel |

| Arbitro: | Cortus |

|                         |           |  |
| Prömel 90’ Polter 90+4’ | Marcatori |  |

| Arbitro: | Dankert |

|                     |           |                                |
| Kutschke 80’ (rig.) | Marcatori | 43’ (rig.) Andersson 73’ Gogia |

| Arbitro: | Kempkes |

|                 |           |             |
| Gikiewicz 90+4’ | Marcatori | 56’ Glatzel |

| Paderborn 21 ottobre 2018, ore 13:30 CEST 10ª giornata | Paderborn  | 0 – 0 referto | Union Berlino | Benteler-Arena (11 336 spett.)\| Arbitro: \| Jöllenbeck \| |
| Arbitro:                                               | Jöllenbeck |               |               |                                                            |

| Berlino 28 ottobre 2018, ore 13:30 CET 11ª giornata | Union Berlino | 0 – 0 referto | Dinamo Dresda | Alte Försterei (22 012 spett.)\| Arbitro: \| Jablonski \| |
| Arbitro:                                            | Jablonski     |               |               |                                                           |

| Arbitro: | Stegemann |

|              |           |            |
| George 45+1’ | Marcatori | 45’ Polter |

| Arbitro: | Schlagher |

|                              |           |  |
| Mees 5’, 10’ Polter 29’, 56’ | Marcatori |  |

| Arbitro: | Willenborg |

|                     |           |                        |
| Hunt 58’ Holtby 65’ | Marcatori | 12’ Mees 90’ Abdullahi |

| Arbitro: | Fritz |

|                                    |           |            |
| Andersson 28’, 42’ Sulu 65’ (aut.) | Marcatori | 73’ Dursun |

| Arbitro: | Brych |

|          |           |           |
| Beck 39’ | Marcatori | 65’ Gogia |

| Arbitro: | Jöllenbeck |

|                            |           |  |
| Polter 60’ (rig.) Žulj 87’ | Marcatori |  |

#### Girone di ritorno
| Arbitro: | Jablonski |

|                              |           |  |
| Testroet 6’, 30’ (rig.), 74’ | Marcatori |  |

| Arbitro: | Welz |

|                      |           |  |
| Polter 1’ Hübner 30’ | Marcatori |  |

| Arbitro: | Winkmann |

|                                     |           |                          |
| Allagui 23’ Meier 62’, 90+4’ (rig.) | Marcatori | 84’ Prömel 86’ Abdullahi |

| Arbitro: | Stieler |

|                         |           |  |
| Andersson 11’ Gogia 87’ | Marcatori |  |

| Arbitro: | Gerach |

|                       |           |                                   |
| Nielsen 45’ Fröde 56’ | Marcatori | 11’ Žulj 64’ Hartel 89’ Andersson |

| Arbitro: | Dietz |

|          |           |            |
| Mees 23’ | Marcatori | 61’ Clauss |

| Arbitro: | Cortus |

|  |           |                           |
|  | Marcatori | 27’ Kroos 90+1’ Andersson |

| Arbitro: | Kampka |

|                                |           |  |
| Andersson 43’ (rig.) Gogia 79’ | Marcatori |  |

| Arbitro: | Stegemann |

|                             |           |          |
| Glatzel 48’ Schnatterer 56’ | Marcatori | 23’ Žulj |

| Arbitro: | Bacher |

|              |           |                                          |
| Polter 90+4’ | Marcatori | 41’ Antwi-Adjei 87’ Michel 90+1’ Klement |

| Dresda 7 aprile 2019, ore 13:30 CEST 28ª giornata | Dinamo Dresda | 0 – 0 referto | Union Berlino | DDV-Stadion (30 700 spett.)\| Arbitro: \| Steinhaus \| |
| Arbitro:                                          | Steinhaus     |               |               |                                                        |

| Arbitro: | Osmers |

|                          |           |                                     |
| Andersson 12’ Polter 83’ | Marcatori | 16’ (rig.) Adamyan 58’ Al Ghaddioui |

| Arbitro: | Thomsen |

|               |           |          |
| Caligiuri 67’ | Marcatori | 35’ Mees |

| Arbitro: | Stegemann |

|                     |           |  |
| Žulj 46’ Prömel 84’ | Marcatori |  |

| Arbitro: | Dankert |

|                      |           |               |
| Stark 49’ Wittek 77’ | Marcatori | 87’ Andersson |

| Arbitro: | Schröder |

|                             |           |  |
| Prömel 8’ Polter 31’, 90+6’ | Marcatori |  |

| Arbitro: | Osmers |

|                                 |           |                     |
| Losilla 24’ Ganvoula 49’ (rig.) | Marcatori | 83’ Prömel 86’ Mees |

#### Spareggio promozione-retrocessione
| Arbitro: | Dankert |

|                       |           |                             |
| Gentner 41’ Gómez 51’ | Marcatori | 43’ Abdullahi 68’ Friedrich |

| Berlino 27 maggio 2019, ore 20:30 CEST Ritorno | Union Berlino | 0 – 0 referto | Stoccarda | Alte Försterei (22 012 spett.)\| Arbitro: \| Dingert \| |
| Arbitro:                                       | Dingert       |               |           |                                                         |

### Coppa di Germania
| Arbitro: | Brych |

|                                |           |                                                   |
| Wolfram 21’ Trimmel 42’ (rig.) | Marcatori | 14’ Andersson 29’ Kroos 45+5’ (rig.), 71’ Hedlund |

| Arbitro: | Winkmann |

|                                          |           |                 |
| Pulisic 40’ Philipp 73’ Reus 120’ (rig.) | Marcatori | 63’, 88’ Polter |

## Statistiche

### Statistiche di squadra
| Competizione                       | Punti | In casa | In casa | In casa | In casa | In casa | In casa | In trasferta | In trasferta | In trasferta | In trasferta | In trasferta | In trasferta | Totale | Totale | Totale | Totale | Totale | Totale | DR  |
| Competizione                       | Punti | G       | V       | N       | P       | Gf      | Gs      | G            | V            | N            | P            | Gf           | Gs           | G      | V      | N      | P      | Gf     | Gs     | DR  |
| ---------------------------------- | ----- | ------- | ------- | ------- | ------- | ------- | ------- | ------------ | ------------ | ------------ | ------------ | ------------ | ------------ | ------ | ------ | ------ | ------ | ------ | ------ | --- |
| 2. Bundesliga                      | 57    | 17      | 11      | 5       | 1       | 34      | 11      | 17           | 3            | 10           | 4            | 20           | 22           | 34     | 14     | 15     | 5      | 54     | 33     | +21 |
| Spareggio promozione-retrocessione | -     | 1       | 0       | 1       | 0       | 0       | 0       | 1            | 0            | 1            | 0            | 2            | 2            | 2      | 0      | 2      | 0      | 2      | 2      | 0   |
| Coppa di Germania                  | -     | 0       | 0       | 0       | 0       | 0       | 0       | 2            | 1            | 0            | 1            | 6            | 5            | 2      | 1      | 0      | 1      | 6      | 5      | +1  |
| Totale                             | -     | 18      | 11      | 6       | 1       | 34      | 11      | 20           | 4            | 11           | 5            | 28           | 29           | 38     | 15     | 17     | 6      | 62     | 40     | +22 |

### Andamento in campionato
| Giornata  | 1 | 2 | 3 | 4 | 5 | 6 | 7 | 8 | 9 | 10 | 11 | 12 | 13 | 14 | 15 | 16 | 17 | 18 | 19 | 20 | 21 | 22 | 23 | 24 | 25 | 26 | 27 | 28 | 29 | 30 | 31 | 32 | 33 | 34 |
| --------- | - | - | - | - | - | - | - | - | - | -- | -- | -- | -- | -- | -- | -- | -- | -- | -- | -- | -- | -- | -- | -- | -- | -- | -- | -- | -- | -- | -- | -- | -- | -- |
| Luogo     | C | T | C | T | C | T | C | T | C | T  | C  | T  | C  | T  | C  | T  | C  | T  | C  | T  | C  | T  | C  | T  | C  | T  | C  | T  | C  | T  | C  | T  | C  | T  |
| Risultato | V | N | V | N | N | N | V | V | N | N  | N  | N  | V  | N  | V  | N  | V  | P  | V  | P  | V  | V  | N  | V  | V  | P  | P  | N  | N  | N  | V  | P  | V  | N  |
| Posizione | 6 | 6 | 1 | 4 | 6 | 5 | 2 | 2 | 2 | 4  | 3  | 4  | 3  | 3  | 3  | 3  | 3  | 4  | 3  | 4  | 3  | 3  | 3  | 3  | 3  | 3  | 3  | 3  | 3  | 4  | 3  | 3  | 3  | 3  |

Legenda:

Luogo: C = Casa; T = Trasferta. Risultato: V = Vittoria; N = Pareggio; P = Sconfitta.

### Statistiche dei giocatori
| Giocatore       | 2. Bundesliga | 2. Bundesliga | 2. Bundesliga | 2. Bundesliga | Relegation Bundesliga | Relegation Bundesliga | Relegation Bundesliga | Relegation Bundesliga | Coppa di Germania | Coppa di Germania | Coppa di Germania | Coppa di Germania | Totale   | Totale | Totale      | Totale     |
| Giocatore       | Presenze      | Reti          | Ammonizioni   | Espulsioni    | Presenze              | Reti                  | Ammonizioni           | Espulsioni            | Presenze          | Reti              | Ammonizioni       | Espulsioni        | Presenze | Reti   | Ammonizioni | Espulsioni |
| --------------- | ------------- | ------------- | ------------- | ------------- | --------------------- | --------------------- | --------------------- | --------------------- | ----------------- | ----------------- | ----------------- | ----------------- | -------- | ------ | ----------- | ---------- |
| J. Busk         | -             | -             | -             | -             | -                     | -                     | -                     | -                     | -                 | -                 | -                 | -                 | -        | -      | -           | -          |
| R. Gikiewicz    | 34            | 1             | 1             | 0             | 2                     | 0                     | 0                     | 0                     | 2                 | 0                 | 0                 | 0                 | 38       | 1      | 1           | 0          |
| L. Moser        | -             | -             | -             | -             | -                     | -                     | -                     | -                     | -                 | -                 | -                 | -                 | -        | -      | -           | -          |
| M. Friedrich    | 34            | 0             | 3             | 0             | 2                     | 1                     | 1                     | 0                     | 2                 | 0                 | 0                 | 1                 | 38       | 1      | 4           | 1          |
| F. Hübner       | 28            | 2             | 10            | 0             | 1                     | 0                     | 0                     | 0                     | 2                 | 0                 | 1                 | 0                 | 31       | 2      | 11          | 0          |
| C. Lenz         | 11            | 0             | 4             | 0             | -                     | -                     | -                     | -                     | 2                 | 0                 | 0                 | 0                 | 13       | 0      | 4           | 0          |
| L. Maloney      | -             | -             | -             | -             | -                     | -                     | -                     | -                     | -                 | -                 | -                 | -                 | -        | -      | -           | -          |
| M. Parensen     | 9             | 0             | 1             | 0             | 2                     | 0                     | 0                     | 0                     | 1                 | 0                 | 0                 | 0                 | 12       | 0      | 1           | 0          |
| N. Rapp         | 3             | 0             | 1             | 1             | -                     | -                     | -                     | -                     | -                 | -                 | -                 | -                 | 3        | 0      | 1           | 1          |
| K. Reichel      | 27            | 0             | 4             | 1             | 2                     | 0                     | 0                     | 0                     | 1                 | 0                 | 0                 | 0                 | 30       | 0      | 4           | 1          |
| F. Schönheim    | -             | -             | -             | -             | -                     | -                     | -                     | -                     | -                 | -                 | -                 | -                 | -        | -      | -           | -          |
| Torrejón        | -             | -             | -             | -             | -                     | -                     | -                     | -                     | -                 | -                 | -                 | -                 | -        | -      | -           | -          |
| C. Trimmel      | 32            | 0             | 9             | 0             | 1                     | 0                     | 1                     | 0                     | 2                 | 0                 | 1                 | 0                 | 35       | 0      | 11          | 0          |
| A. Gogia        | 28            | 6             | 3             | 0             | 2                     | 0                     | 0                     | 0                     | 1                 | 0                 | 0                 | 0                 | 31       | 6      | 3           | 0          |
| M. Hartel       | 26            | 2             | 1             | 0             | 2                     | 0                     | 0                     | 0                     | 2                 | 0                 | 0                 | 0                 | 30       | 2      | 1           | 0          |
| F. Kroos        | 25            | 2             | 4             | 0             | 1                     | 0                     | 1                     | 0                     | 1                 | 1                 | 0                 | 0                 | 27       | 3      | 5           | 0          |
| G. Prömel       | 29            | 7             | 8             | 1             | 2                     | 0                     | 0                     | 0                     | 2                 | 0                 | 0                 | 0                 | 33       | 7      | 8           | 1          |
| J. Ryerson      | 8             | 0             | 0             | 0             | 1                     | 0                     | 0                     | 0                     | -                 | -                 | -                 | -                 | 9        | 0      | 0           | 0          |
| M. Schmiedebach | 32            | 0             | 9             | 0             | 2                     | 0                     | 1                     | 0                     | 2                 | 0                 | 0                 | 0                 | 36       | 0      | 10          | 0          |
| B. Taz          | 1             | 0             | 0             | 0             | -                     | -                     | -                     | -                     | -                 | -                 | -                 | -                 | 1        | 0      | 0           | 0          |
| E. Zejnullahu   | -             | -             | -             | -             | -                     | -                     | -                     | -                     | -                 | -                 | -                 | -                 | -        | -      | -           | -          |
| R. Žulj         | 29            | 4             | 2             | 0             | 2                     | 0                     | 0                     | 0                     | 1                 | 0                 | 0                 | 0                 | 32       | 4      | 2           | 0          |
| S. Abdullahi    | 19            | 2             | 2             | 0             | 2                     | 1                     | 0                     | 0                     | 1                 | 0                 | 0                 | 0                 | 22       | 3      | 2           | 0          |
| S. Andersson    | 34            | 12            | 3             | 0             | 2                     | 0                     | 0                     | 0                     | 2                 | 1                 | 0                 | 0                 | 38       | 13     | 3           | 0          |
| C. Mané         | 8             | 0             | 1             | 0             | -                     | -                     | -                     | -                     | -                 | -                 | -                 | -                 | 8        | 0      | 1           | 0          |
| J. Mees         | 21            | 6             | 1             | 0             | 2                     | 0                     | 0                     | 0                     | -                 | -                 | -                 | -                 | 23       | 6      | 1           | 0          |
| S. Polter       | 20            | 9             | 1             | 0             | -                     | -                     | -                     | -                     | 1                 | 2                 | 0                 | 0                 | 21       | 11     | 1           | 0          |
| S. Hedlund      | 11            | 0             | 1             | 0             | -                     | -                     | -                     | -                     | 2                 | 2                 | 0                 | 0                 | 13       | 2      | 1           | 0          |
| K. Redondo      | 7             | 0             | 1             | 0             | -                     | -                     | -                     | -                     | 2                 | 0                 | 0                 | 0                 | 9        | 0      | 1           | 0          |